# Häröns naturreservat
Häröns naturreservat är ett naturreservat i nätverket Natura 2000 i Klövedals socken i Tjörns kommun i Bohuslän. Det omfattar större delen av ön Härön.

## Bildgalleri

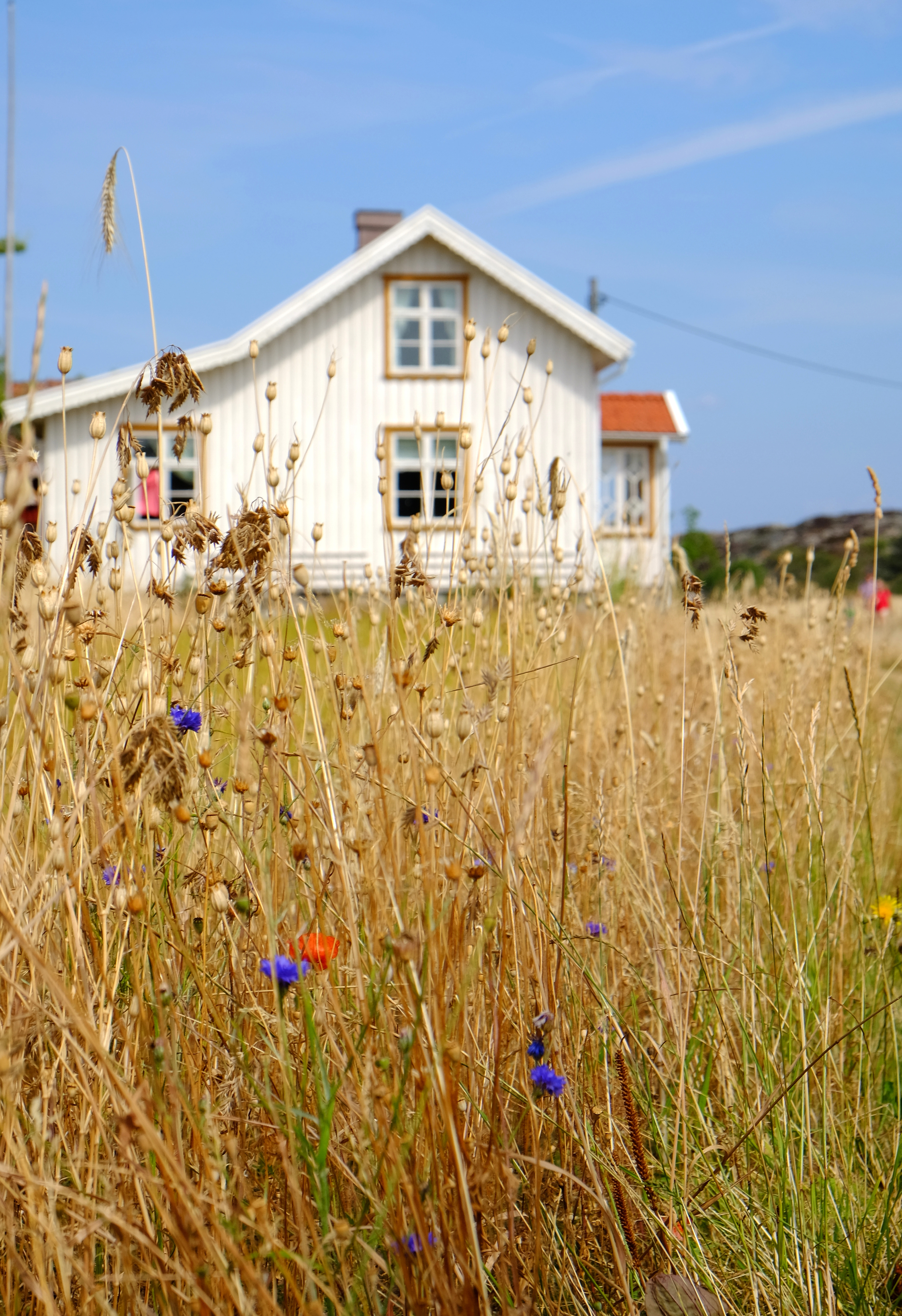
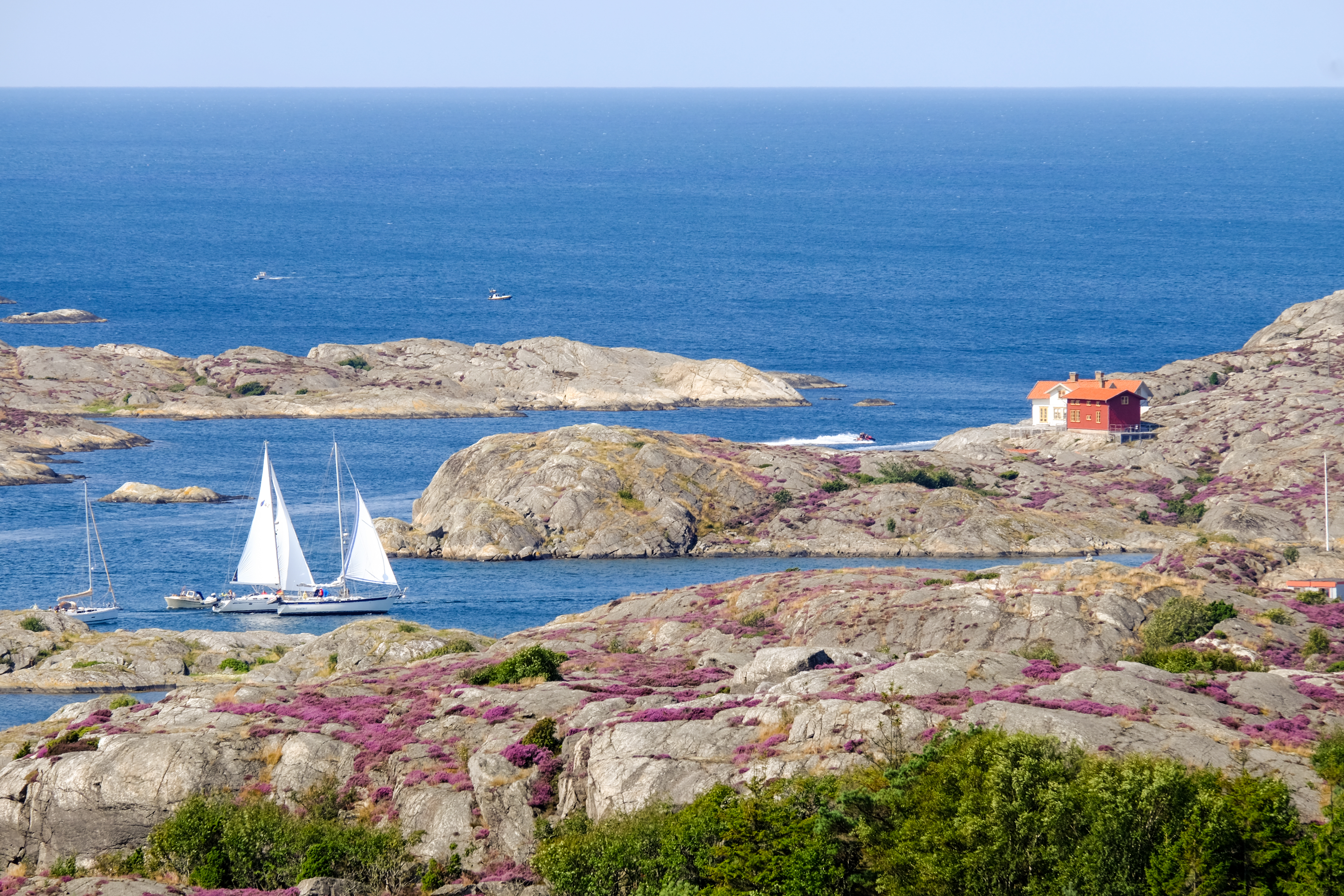
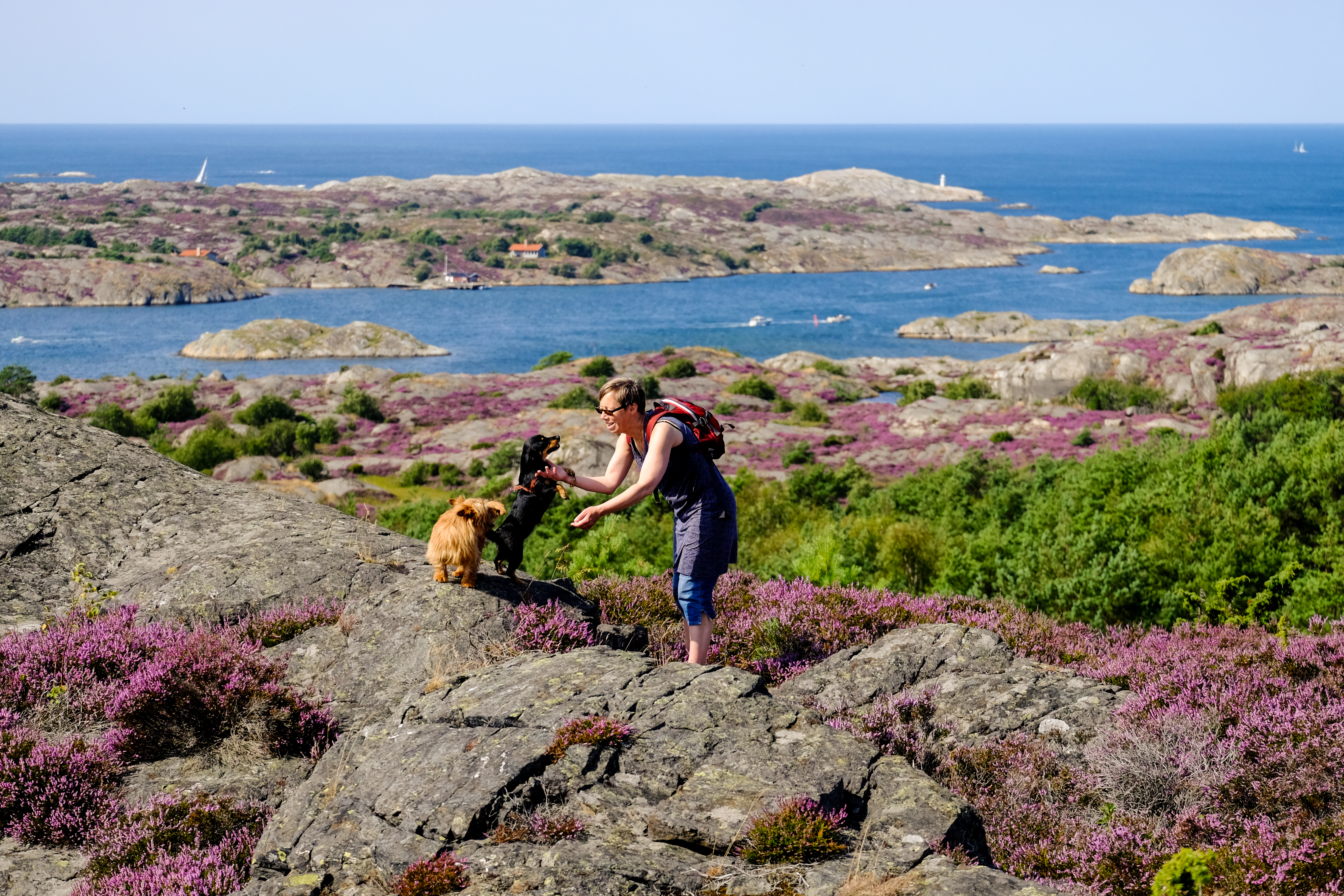